# Austrochaperina fryi
The Fry's Frog (Austrochaperina fryi) là một loài ếch trong họ Nhái bầu. Chúng là loài đặc hữu của Úc.
Môi trường sống tự nhiên của chúng là các khu rừng ẩm ướt đất thấp nhiệt đới hoặc cận nhiệt đới. Loài này đang bị đe dọa do mất môi trường sống.